# أنطونيو بارا فيلاسكو
أنطونيو بارا فيلاسكو هو دبلوماسي إكوادوري، ولد في 17 ديسمبر 1900 في غواياكيل في الإكوادور، وتوفي بنفس المكان في 28 أكتوبر 1994.